# Air Class Líneas Aéreas
A  Air Class Líneas Aéreas  é uma companhia aérea do Uruguai.

## História
A companhia aérea, fundada em 1996, iniciou suas operações em 1997 e é propriedade de Daniel Hernandez Gonzalez e Daniel.
A companhia aérea começou a operar em 1997 como um serviço de táxi aéreo, e começou a voos regulares entre Montevidéu e Buenos Aires em 2000. Outros destinos foram adicionados mais tarde.

## Frota
| Aeronave                        | Total | Passageiros (executiva/econômica) |
| ------------------------------- | ----- | --------------------------------- |
| Embraer Bandeirante             | 1     | 21 passageiros                    |
| Fairchild Swearingen Metroliner | 4     | 19 passageiros                    |
| Boeing 727                      | 1     | 139 passageiros                   |